# Franc albanais
Pour les articles homonymes, voir Franc.
Le franc est le nom de plusieurs anciennes unités monétaires en Albanie.

## Monnaies locales
- Le franc (en albanais frange) était de 1917 à 1921 la devise de la République de Koritza[1],[2] (ou de Korça), une république autonome mise en place par la France durant la Première Guerre mondiale. Il a été remplacé par le skënder.
- Des billets en francs ont été émis de 1924 à 1926 dans la ville de Vlorë[1].

## Le franc de la Première République à l'occupation italienne
La Principauté d'Albanie n'utilise aucune monnaie officielle entre 1914 et 1925, mais adopte pour ses transactions internationales le franc-or.
Des pièces et billets en francs (en albanais frang, au pluriel franga) ont été utilisés en Albanie de 1926 à 1939 sous la Première République et sous le règne de Zog Ier. Un franc était égal à 5 lek. Sous l'occupation italienne (1939 - 1943), le franc albanais était lié à la lire italienne,.

### Pièces
Les pièces suivantes ont été en circulation.
| Dénomination | Diamètre (mm) | Masse (gramme) | Titre  | Or     |
| ------------ | ------------- | -------------- | ------ | ------ |
| 10 francs    | 18,5          | 3,2258         | 0,9000 | 0,0933 |
| 20 francs    | 20            | 6,4516         | 0,9000 | 0,1867 |
| 50 francs    | 27            | 16.1290        | 0,9000 | 0,4667 |
| 100 francs   | 34,5          | 32,2580        | 0,9000 | 0,9335 |

- Note: Titre = proportion d'or (0,900 = 90 %) ; Or = Masse nette d'or fin, en onces troy.